# Chokterapi
 Ikke at forveksle med elektrochok-terapi.
Chokterapi er et økonomisk begreb, der handler om at give samfundsøkonomien et neoliberalistisk chok for at opnå grundlæggende ændringer.
Elementer i en chokterapi kan være ophævelse af priskontrol (så priserne på basisvarer stiger), ophævelse af statsstøtte til virksomheder, indførelse af frihandel (en del af de lokale virksomheder risikerer at gå konkurs, hvis de ikke kan konkurrere mod de multinationale), privatisering af offentlige virksomheder, fjerne regler der begrænser virksomheder og sikrer lønmodtagerne, sænke selskabsskatterne og skære i velfærden. Idéen er, at det er 'en bitter pille' med mange bivirkninger, men at det er bedst at få det overstået og så vil økonomien blive bedre på lidt længere sigt. På kort sigt bliver der flere arbejdsløse og fattige. Virkningen på langt sigt diskuteres.